# Saint-Avertin
Saint-Avertin ist eine französische Gemeinde mit 15.075 Einwohnern (Stand: 1. Januar 2022) im Département Indre-et-Loire der Region Centre-Val de Loire. Sie gehört zum Arrondissement Tours und zum Kanton Saint-Pierre-des-Corps. Die Einwohner nennen sich Saint-Avertinois.

## Geographie
Die Gemeinde liegt im Tal der Loire rund drei Kilometer südöstlich des Stadtzentrums von Tours am Ufer des Flusses Cher. Saint-Avertin ist eine banlieue von Tours. Im Norden grenzt die Gemeinde an Saint-Pierre-des-Corps, im Osten an Larçay, im Süden an Chambray-lès-Tours und im Westen an Tours.

## Geschichte
Seit dem 9. Jahrhundert taucht der Ort als Besitztum der Abtei Saint-Martin auf. Ursprünglich wurde er unter dem Namen Venciacum bekannt. Heinrich II. von England ließ hier 1162 eine Brücke über den Cher errichten. Der heutige Name geht auf den heiligen Avertin von Tours (engl. Aberdeen) zurück. Während der Revolutionsjahre hieß der Ort Vençay.

### Bevölkerungsentwicklung
| Jahr                       | 1962 | 1968 | 1975 | 1982   | 1990   | 1999   | 2011   | 2018   |
| Einwohner                  | 5146 | 7415 | 8795 | 10.115 | 12.187 | 14.092 | 14.461 | 14.968 |
| Quellen: Cassini und INSEE |      |      |      |        |        |        |        |        |

## Sehenswürdigkeiten
- Château de Cangé, erbaut im 13. Jahrhundert
- Kirche Saint-Pierre aus dem 12. und 15. Jahrhundert
- Château de la Camusière
- Château de Beaugaillard
- Manoir de la Grand’Cour
- Manoir de la Singerie
- Manoir de Paradis
- Manoir de la Sagerie
- Manoir des Gougets

## Städtepartnerschaften
Seit 1980 besteht eine Städtepartnerschaft mit Steinbach am Taunus.
Freundschaftliche Beziehungen gibt es seit 2003 zu Mondim de Basto (Portugal) und seit 2008 zu Killarney (Irland).

## Persönlichkeiten
- Christoffel Plantijn (um 1520–1589), Buchdrucker